# Narayanapuram
Narayanapuram es una  ciudad censal situada en el distrito de Anantapur en el estado de Andhra Pradesh (India). Su población es de 14227 habitantes (2011). Se encuentra a 3 km de Anantapur y a 183 km de Bangalore.

## Demografía
Según el censo de 2011 la población de Narayanapuram era de 14227 habitantes, de los cuales 7256 eran hombres y 6971 eran mujeres. Narayanapuramtiene una tasa media de alfabetización del 72,05%, superior a la media estatal del 67,02%: la alfabetización masculina es del 79,60%, y la alfabetización femenina del 64,32%.